# Белица (община Кичево)
Вижте пояснителната страница за други значения на Белица.
Белица (изписване до 1945 година: Бѣлица, на македонска литературна норма: Белица) е село в община Кичево, в западната част на Северна Македония.

## География
Селото е разположено в областта Долна Копачка на едноименната река Белица. Разположено е на 17 km южно от Кичево, на надморска височина от 743 до 773 m.

## История
В XIX век Белица е чисто българско село в Кичевска каза на Османската империя. Църквата „Свети Георги“ е от 1867 година. „Свети Александър“ е градена върху по стар храм в средата на XIX век. В „Етнография на вилаетите Адрианопол, Монастир и Салоника“, издадена в Константинопол в 1878 година и отразяваща статистиката на населението от 1873 година Белица (Bélitza) е посочено като село с 60 домакинства с 240 жители българи. Селото е посочено и втори път като Белица (Biélitza) с 9 домакинства и 38 жители българи.
Гьорче Петров („Материали по изучаванието на Македония“) пише в 1896 година за Бeлица, че е българско село, разположено в склоновете на Беличката планина. Според него:
| „ | Мястото му е планинско и непроизводително; по дола на едноименната река става малко мумурузка, а по околните стръмнини става малко ръж. Недостатъкът от земеделието се допълва с големите сгодности на ближната планина за развито скотовъдство и дърводелство и жителите се прехранвали. Обаче от 10 години насам, когато скотовъдството отпадна поради силно развитото разбойничество, беличани захванаха да ходят по гурбет, най-много във Влашко, дето стават фурнаджии. От селото се изнася: масло, дъски за самари, ясенови корубки за боядисванье и др. т. | “ |

Според статистиката на Васил Кънчов („Македония. Етнография и статистика“) към 1900 година в Бѣлица живеят 750 българи-християни. Според Никола Киров („Крушово и борбите му за свобода“) към 1901 година Бѣлица има 50 български къщи.
На Етнографската карта на Битолския вилает на Картографския институт в София от 1901 година Белица е чисто българско село в Кичевската каза на Битолския санджак със 100 къщи.
Цялото село e под върховенството на Българската екзархия. По данни на секретаря на екзархията Димитър Мишев („La Macédoine et sa Population Chrétienne“) в 1905 година в селото има 824 българи екзархисти и функционира българско училище.
През август 1907 година, връщайки се от конгреса на Битолския революционен окръг на ВМОРО в Пространската планина, на който е избран за окръжен ревизор на четите, Иван Наумов Алябака става свидетел на отвличането от арнаути на една девойка от село Белица. Притичва се на помощ и от обикновена схватка с разбойници, се завързва сражение с набързо дошлия турски аскер, в което Алябака е убит. Селяните от Белица го погребват в олтара на местната църква.
Статистика, изготвена от кичевския училищен инспектор Кръстю Димчев през лятото на 1909 година, дава следните данни за Белица:
| Домакинства | Гурбетчии | Грамотни | Грамотни | Грамотни | Неграмотни | Неграмотни | Неграмотни |
| Домакинства | Гурбетчии | мъже     | жени     | общо     | мъже       | жени       | общо       |
| ----------- | --------- | -------- | -------- | -------- | ---------- | ---------- | ---------- |
| 120         | 110       | 217      | 49       | 266      | 153        | 240        | 393        |

При избухването на Балканската война двадесет и осем души от Белица са доброволци в Македоно-одринското опълчение. След Междусъюзническата война селото остава в Сърбия.
В 1945 година селото има 200 домакинства и близо 1000 жители. Населението масово се изселва в Кичево, Демир Хисар, Битоля, Скопие, како и во Швеция, Австралия, САЩ и Канада. В средата на седемдесетте години е затворено училището „Стоймир Пантилески“.
Според преброяването от 2002 година селото има 103 жители.
| Националност | Всичко |
| македонци    | 102    |
| албанци      | 0      |
| турци        | 0      |
| роми         | 0      |
| власи        | 0      |
| сърби        | 0      |
| бошняци      | 0      |
| други        | 1      |

От 1996 до 2013 година селото е част от община Другово.

## Личности
Родени в Белица
- Вангелко Лозаноски, писател
- Данаил Георгиев, български революционер от ВМОРО, четник на Никола Андреев[13]
- Димо Соколов, български революционер
- Иван Аврамов, македоно-одрински опълченец, 40-годишен, млекар, ІІІ отделение, Нестроева рота на 10 прилепска дружина[14]
- Иван Марков, български революционер от ВМОРО[15]
- Иванчо Кичевеца, български революционер, деец на ВМОРО, станал по-късно предател
- Йонче Стоянов Момиров, български революционер от ВМОРО[15]
- Йордан Корунов, български революционер от ВМОРО[16]
- Йосиф Велянов, български революционер от ВМОРО[17]
- Карамфил (Карафил) Алексов, македоно-одрински опълченец, 40-годишен, 2 рота на 4 битолска дружина, убит при Шаркьой на 30 ноември 1912 година[18]
- Лазар (? – 1905), български революционер
- Мицко Костев Момиров, български революционер от ВМОРО[15]
- Петър Христов, български революционер от ВМОРО, четник на Никола Георгиев Топчията[19]
- Сило Митрев, български революционер от ВМОРО, четник на Иван Наумов Алябака[20]
- Симо Трайков, деец на ВМОРО, заловен в 1903 година, измъчван и убит с щик в Солун[21]
- Софроний Мургов, български революционер от ВМОРО[15]

Починали в Белица
- Иван Наумов Алябака (1870 – 1907), български революционер
- Петко Кънев (1884 – 1907), български революционер

Свързани с Белица
- Влатко Лозаноски – Лозано (р. 1985), певец, по потекло от Белица
- Методия Колоски, общественик, по потекло от Белица